# I 10 della legione
I 10 della legione (Ten Tall Men) è un film del 1951 diretto da Willis Goldbeck.